# Кузеєво (Балтачевський район)
Кузе́єво (рос. Кузеево, башк. Күҙәй) — присілок у складі Балтачевського району Башкортостану, Росія. Входить до складу Шав'ядинської сільської ради.
Населення — 127 осіб (2010; 190 у 2002).
Національний склад:
- марійці — 83 %